# Економіка Європейського Союзу
Економіка Європейського Союзу — спільна економіка країн-членів Європейського Союзу (ЄС). Є другою за величиною економікою в світі у номінальному вираженні після США, й третьою за паритетом купівельної спроможності (ПКС), після Китаю та США (станом на 2018 рік ВВП ЄС оцінювався у 18,8 трлн дол, що становить приблизно 22 % світової економіки).
Основна валюта Євросоюзу — євро — офіційна валюта 19 з 27 країн-членів ЄС, та друга валюта у світі за рівнем торгівлі, після долара США. Євро є офіційною валютою у 25 країнах, у єврозоні та у шести інших європейських країнах, офіційно або фактично.
Економіка Європейського Союзу (ЄС) складається з внутрішнього ринку економік країн-членів союзу, заснованого на вільному ринку та просунутих соціальних моделях.
Euronext є основною фондовою біржею Єврозони й сьомим за величиною ринком за ринковою капіталізацією.
Європейський Союз, який у господарському відношенні є спільним ринком, самостійно бере участь у Світовій організації торгівлі під назвою «Європейські Співтовариства» поряд зі своїми власними державами-учасниками (тобто,

## Публічно-приватне партнерство
Єдиний європейський ринок держзамовлень було створено 1993 р. як частину загального економічного простору країн ЄС. Офіційною є електронна база даних Щоденний електронний тендер (TED). База даних TED випускається на компакт-дисках і доступна через Інтернет. Вона щодня поповнюється 500-750 новими оголошеннями і містить деякі відомості про укладені контракти.

## Валюта
Офіційна валюта Європейського союзу — євро, яка використовується у всіх документах та актах. У Пакті про стабільність і зростання викладені податкові критерії для підтримки стабільності та економічного зближення. Євро також є найбільш поширеною валютою в країнах ЄС, яка вже використовується у 19 державах-членах, які входять у єврозону. Решта всіх держав-членів, за винятком Данії та Сполученого Королівства, які мають спеціальні відмови, взяли зобов'язання щодо переходу на євро після того, як вони виконають вимоги, необхідні для переходу. Швеція, хоч і дала відмову, але заявила про можливе приєднання до Європейського механізму валютних курсів який є підготовчим етапом до вступу. Решта держав мають намір приєднатися до євро через свої договори про приєднання.

## Бюджет
Всі надходження ЄС та його видатки вносять до бюджету Спільноти на основі щорічних прогнозів. Втім винятком з цього правила є фінансування операційних витрат, пов'язаних з реалізацією положень розділів V та VI Договору про ЄС, яке може здійснюватися коштом країн-членів.
Розслідуванням та судовим переслідуванням у випадках шахрайства та зловживань із бюджетом ЄС займаються Європейське управління з питань запобігання зловживанням та шахрайству та Прокуратура Європейського Союзу.

## Економічні відмінності
Нижче наведена таблиця, показує, відповідно, ВВП (ПКС) і ВВП (ПКС) на душу населення в Європейському союзі, і окремо для кожної з 27 держав-членів. Ці дані можуть бути використані для приблизного порівняння рівня життя між державами-членами. Євростат, що розташований в Люксембурзі, є офіційним статистичним бюро ЄС, воно випускає щорічні дані по ВВП у державах-членах, а також у ЄС в цілому, з метою підтримки основ європейської бюджетної та економічної політики.
| Держави ЄС        | ВВП 2012 мільйони євро | Населення в мільйонах | ВВП (ПКС) на душу населення 2012 євро | ВВП (Номінальний) на душу населення 2012 євро | ВВП (ПКС) на душу населення 2012 ЄС27 = 100 | Єврозона так/ні |
| ----------------- | ---------------------- | --------------------- | ------------------------------------- | --------------------------------------------- | ------------------------------------------- | --------------- |
| Європейський Союз | 12,899,149             | 504.9                 | 25,500                                | 25,600                                        | 100 %                                       |                 |
| Німеччина         | 2,643,900              | 80.2                  | 31,300                                | 32,600                                        | 122 %                                       | Так             |
| Велика Британія   | 2,054,000              | 63.2                  | 28,500                                | 30,500                                        | 110 %                                       | Ні              |
| Франція           | 2,029,877              | 63.7                  | 27,500                                | 31,100                                        | 108 %                                       | Так             |
| Італія            | 1,565,916              | 59.7                  | 25,200                                | 25,700                                        | 99 %                                        | Так             |
| Іспанія           | 1,049,525              | 47.0                  | 24,400                                | 22,300                                        | 97 %                                        | Так             |
| Нідерланди        | 600,638                | 16.8                  | 32,800                                | 35,800                                        | 129 %                                       | Так             |
| Швеція            | 408,467                | 9.6                   | 32,700                                | 42,800                                        | 129 %                                       | Ні              |
| Польща            | 381,213                | 38.5                  | 16,800                                | 9,900                                         | 66 %                                        | Ні              |
| Бельгія           | 376,840                | 11.1                  | 30,400                                | 34,000                                        | 119 %                                       | Так             |
| Австрія           | 309,900                | 8.5                   | 33,300                                | 36,400                                        | 131 %                                       | Так             |
| Данія             | 244,535                | 5.6                   | 32,000                                | 43,800                                        | 125 %                                       | Ні              |
| Греція            | 193,749 (п)            | 10.8                  | 19,200                                | 17,200                                        | 75 %                                        | Так             |
| Фінляндія         | 194,469                | 5.4                   | 29,100                                | 35,600                                        | 115 %                                       | Так             |
| Португалія        | 165,409 (п)            | 10.6                  | 19,200                                | 15,600                                        | 75 %                                        | Так             |
| Ірландія          | 163,595                | 4.6                   | 33,200                                | 35,700                                        | 130 %                                       | Так             |
| Чехія             | 152,828                | 10.5                  | 20,300                                | 14,500                                        | 79 %                                        | Ні              |
| Румунія           | 131,747                | 20.1                  | 12,600                                | 6,200                                         | 49 %                                        | Ні              |
| Угорщина          | 97,756                 | 9.9                   | 16,700                                | 9,800                                         | 66 %                                        | Ні              |
| Словаччина        | 71,463                 | 5.4                   | 19,100                                | 13,200                                        | 75 %                                        | Так             |
| Люксембург        | 44,425                 | 0.5                   | 67,100                                | 83,600                                        | 272 %                                       | Так             |
| Хорватія          | 43,903 (п)             | 4.3                   | 15,600                                | 10,300                                        | 61 %                                        | Ні              |
| Болгарія          | 39,667                 | 7.3                   | 12,100                                | 5,400                                         | 47 %                                        | Ні              |
| Словенія          | 35,466                 | 2.0                   | 20,900                                | 17,200                                        | 82 %                                        | Так             |
| Литва             | 32,781                 | 3.0                   | 17,900                                | 11,000                                        | 70 %                                        | Ні              |
| Латвія            | 22,258                 | 2.0                   | 14,700 (2011)                         | 10,900                                        | 62 %                                        | Ні              |
| Кіпр              | 17,886                 | 0.9                   | 23,500 (п)                            | 20,700 (п)                                    | 91 %                                        | Так             |
| Естонія           | 16,998                 | 1.3                   | 18,000                                | 13,000                                        | 69 %                                        | Так             |
| Мальта            | 6,755                  | 0.4                   | 22,100                                | 16,300                                        | 86 %                                        | Так             |

| Кандидати до ЄС    | ВВП 2012 мільйони євро | Населення в мільйонах | ВВП (ПКС) на душу населення 2012 євро | ВВП (Номінальний) на душу населення 2012 євро | ВВП (ПКС) на душу населення 2011 PERC. не з ЄС27 | Єврозона так/ні |
| ------------------ | ---------------------- | --------------------- | ------------------------------------- | --------------------------------------------- | ------------------------------------------------ | --------------- |
| Ісландія           | 10,627                 | 0.3                   | 28,500                                | 32,900                                        | 113 %                                            | Ні              |
| Туреччина          | 612,412                | 75.6                  | 13,100 (2011)                         | 7,500 (2011)                                  | 56 %                                             | Ні              |
| Північна Македонія | 7,707                  | 2.1                   | 8,900 (2011)                          | 3,600 (2011)                                  | 35 %                                             | Ні              |
| Чорногорія         |                        | 0.6                   |                                       |                                               | 43 %                                             | Ні              |
| Сербія             | 34740                  | 7,2                   | 8700 (2011)                           | 4300 (2011)                                   | 35 %                                             | Ні              |

| Країни з заявками до ЄС | ВВП 2010 мільйони ЄВРО | населення в мільйонах | ВВП (ПКС) на душу населення 2011 ЄВРО | ВВП (Номінальний) на душу населення 2009 ЄВРО | ВВП (ПКС) на душу населення 2011 PERC. не з ЄС27 | Єврозона так/ні |
| ----------------------- | ---------------------- | --------------------- | ------------------------------------- | --------------------------------------------- | ------------------------------------------------ | --------------- |
| Албанія                 | 8,975                  | 3,2                   | 7800 (о)                              | 2,803                                         | 30 %                                             | Ні              |
| Боснія і Герцеговина    |                        | 3.8                   | 7300                                  |                                               | 28 %                                             | Ні              |

| Члени ЄАВТ | ВВП 2012 мільйони євро | Населення мільйони | ВВП (ПКС) на душу населення 2012 євро | ВВП (Номінальний) на душу населення 2012 євро | ВВП (ПКС) на душу населення 2011 PERC. не з ЄС27 | Єврозона так/ні |
| ---------- | ---------------------- | ------------------ | ------------------------------------- | --------------------------------------------- | ------------------------------------------------ | --------------- |
| Норвегія   | 390,008                | 5.1                | 49,900                                | 77,500                                        | 195 %                                            | Ні              |
| Швейцарія  | 491,987                | 8.1                | 40,800                                | 61,900                                        | 160 %                                            | Ні              |

п: попередня оцінка
о: оцінка 

Джерело: ВВП мільйони:Євростат, ВВП (ПКС) на одного жителя: Євростат, ВВП на душу населення за ПКС:Євростат, ВВП на душу населення за ПКС у відсотках ЄС (2011) : Євростат
| \| \| 2007 \| 2008 \| 2009 \| 2010 \| 2011 \| 2012 \| 2013 \| \| --------------------------- \| ------------ \| ------------ \| ------------ \| ------------ \| ------------ \| ------------ \| ------------ \| \| Європейський Союз \| 12,397,498.0 \| 12,466,896.5 \| 11,752,175.4 \| 12,256,226.4 \| 12,649,146.5 \| 12,957,700.3 \| 13,381,221.5 \| \| Держави-члени \| \| \| \| \| \| \| \| \| Австрія \| 274,019.8 \| 282,746.0 \| 274,818.2 \| 286,197.3 \| 300,891.3 \| 310,133.3 \| 322,190.4 \| \| Бельгія \| 335,610.0 \| 346,130.0 \| 340,398.0 \| 354,378.0 \| 370,436.4 \| 381,779.9 \| 396,273.8 \| \| Болгарія \| 30,772.4 \| 35,430.5 \| 34,932.8 \| 36,033.5 \| 38,989.9 \| - \| - \| \| Хорватія \| 43,380.4 \| 47,760.2 \| 45,666.1 \| 45,899.2 \| 46,021.6 \| 46,781.0 \| 48,175.2 \| \| Кіпр \| 15,901.5 \| 17,157.1 \| 16,853.5 \| 17,333.6 \| 17,928.6 \| 18,409.6 \| 19,167.5 \| \| Чехія \| 131,908.6 \| 154,269.7 \| 141,449.8 \| 149,313.3 \| 157,538.3 \| 155,688.8 \| 160,030.9 \| \| Данія \| 227,533.9 \| 235,133.0 \| 223,985.3 \| 235,608.6 \| 241,148.1 \| 249,122.9 \| 258,155.3 \| \| Естонія \| 16,069.4 \| 16,304.2 \| 13,839.6 \| 14,305.3 \| 16,011.6 \| 17,006.0 \| 18,163.9 \| \| Фінляндія \| 179,830.0 \| 185,651.0 \| 173,267.0 \| 180,253.0 \| 190,257.4 \| 198,251.5 \| 206,115.5 \| \| Франція \| 1,886,792.1 \| 1,933,195.0 \| 1,889,231.0 \| 1,932,801.5 \| 1,987,699.4 \| 2,027,969.8 \| 2,092,928.4 \| \| Німеччина \| 2,428,500.0 \| 2,473,800.0 \| 2,374,500.0 \| 2,476,800.0 \| 2,570,000.0 \| 2,626,427.9 \| 2,705,181.1 \| \| Греція \| 222,771.1 \| 232,920.3 \| 231,642.0 \| 227,317.9 \| 217,828.8 \| 212,139.9 \| 214,309.2 \| \| Угорщина \| 99,430.5 \| 105,545.1 \| 91,402.5 \| 97,094.8 \| 99,285.5 \| 95,398.7 \| 100,059.5 \| \| Ірландія \| 189,932.9 \| 179,989.8 \| 160,595.9 \| 155,992.3 \| 156,109.2 \| 158,864.9 \| 164,621.6 \| \| Італія \| 1,554,198.9 \| 1,575,143.9 \| 1,526,790.4 \| 1,556,028.6 \| 1,586,209.0 \| 1,617,154.7 \| 1,660,133.6 \| \| Латвія \| 21,026.5 \| 22,889.8 \| 18,521.3 \| 17,974.8 \| 19,605.9 \| 20,701.6 \| 21,888.0 \| \| Литва \| 28,738.8 \| 32,461.7 \| 26,654.4 \| 27,607.5 \| 30,806.9 \| 32,781.8 \| 34,545.2 \| \| Люксембург \| 37,490.5 \| 39,436.5 \| 37,392.6 \| 40,266.9 \| 41,778.3 \| 42,893.0 \| 45,035.9 \| \| Мальта \| 5,434.3 \| 5,814.6 \| 5,812.7 \| 6,154.2 \| 6,440.0 \| 6,690.0 \| 7,008.3 \| \| Нідерланди \| 571,773.0 \| 594,481.0 \| 571,145.0 \| 588,414.0 \| 607,435.2 \| 622,714. \| 639,563.6 \| \| Польща \| 311,001.7 \| 363,153.7 \| 310,418.2 \| 354,310.0 \| 369,318.3 \| 355,346.3 \| 372,417.2 \| \| Португалія \| 169,319.2 \| 171,983.1 \| 168,503.6 \| 172,571.2 \| 171,632.4 \| 168,286.4 \| 172,647.7 \| \| Румунія \| 124,728.5 \| 139,765.4 \| 118,196.0 \| 124,058.9 \| 131,527.8 \| 136,278.1 \| 147,800.8 \| \| Словаччина \| 54,810.8 \| 64,500.1 \| 62,895.5 \| 65,887.4 \| 69,944.5 \| 71,614.0 \| 75,123.1 \| \| Словенія \| 34,562.3 \| 37,279.5 \| 35,310.6 \| 35,415.8 \| 36,446. \| 38,018.4 \| \| \| Іспанія \| 1,053,161.0 \| 1,087,749.0 \| 1,047,831.0 \| 1,051,342.0 \| 1,074,940.5 \| 1,094,290. \| 1,123,495.9 \| \| Швеція \| 337,944.2 \| 333,255.7 \| 291,347.0 \| 346,536.4 \| 386,201.6 \| 396,188.4 \| 409,582.5 \| \| Велика Британія \| 2,054,237.7 \| 1,800,710.8 \| 1,564,467.9 \| 1,706,301.9 \| 1,747,315.6 \| 1,862,190.7 \| 1,931,407.6 \| \| Країн-кандидати \| \| \| \| \| \| \| \| \| Північна Македонія \| 5,966.5 \| 6,692.6 \| 6,702.4 \| 6,948.1 \| 7,275.8 \| 7,743.6 \| 8,386.1 \| \| Туреччина \| 479,209.1 \| 506,431.9 \| 440,367.3 \| 552,842.4 \| 546,713.3 \| 566,640.2 \| 620,400.7 \| \| ЄАВТ \| \| \| \| \| \| \| \| \| Ісландія \| 14,932.4 \| 10,303.7 \| 8,673.7 \| 9,494.8 \| 10,080.4 \| 10,713.4 \| 11,346.1 \| \| Норвегія \| 287,712.2 \| 311,284.9 \| 270,010.7 \| 315,233.8 \| 343,998.3 \| 364,416.8 \| 383,818.3 \| \| Швейцарія \| 317,222.0 \| 343,346.1 \| 354,734.9 \| 398,877.5 \| 477,197.4 \| 502,272.1 \| 521,523.8 \| \| Основні економічні партнери \| \| \| \| \| \| \| \| \| США \| 10,236,191.2 \| 9,716,820.8 \| 9,993,547.5 \| 10,957,607.3 \| 10,831,809.8 \| 11,822,419.8 \| 12,148,404.6 \| \| Японія \| 3,197,025.7 \| 3,308,478.8 \| 3,613,140.2 \| 4,122,481.1 \| 4,285,853.3 \| 4,735,371.4 \| 4,785,085.4 \| |              |              |              |              |              |              |              |
| | 2007         | 2008         | 2009         | 2010         | 2011         | 2012         | 2013         |
| Європейський Союз | 12,397,498.0 | 12,466,896.5 | 11,752,175.4 | 12,256,226.4 | 12,649,146.5 | 12,957,700.3 | 13,381,221.5 |
| Держави-члени |              |              |              |              |              |              |              |
| Австрія | 274,019.8    | 282,746.0    | 274,818.2    | 286,197.3    | 300,891.3    | 310,133.3    | 322,190.4    |
| Бельгія | 335,610.0    | 346,130.0    | 340,398.0    | 354,378.0    | 370,436.4    | 381,779.9    | 396,273.8    |
| Болгарія | 30,772.4     | 35,430.5     | 34,932.8     | 36,033.5     | 38,989.9     | -            | -            |
| Хорватія | 43,380.4     | 47,760.2     | 45,666.1     | 45,899.2     | 46,021.6     | 46,781.0     | 48,175.2     |
| Кіпр | 15,901.5     | 17,157.1     | 16,853.5     | 17,333.6     | 17,928.6     | 18,409.6     | 19,167.5     |
| Чехія | 131,908.6    | 154,269.7    | 141,449.8    | 149,313.3    | 157,538.3    | 155,688.8    | 160,030.9    |
| Данія | 227,533.9    | 235,133.0    | 223,985.3    | 235,608.6    | 241,148.1    | 249,122.9    | 258,155.3    |
| Естонія | 16,069.4     | 16,304.2     | 13,839.6     | 14,305.3     | 16,011.6     | 17,006.0     | 18,163.9     |
| Фінляндія | 179,830.0    | 185,651.0    | 173,267.0    | 180,253.0    | 190,257.4    | 198,251.5    | 206,115.5    |
| Франція | 1,886,792.1  | 1,933,195.0  | 1,889,231.0  | 1,932,801.5  | 1,987,699.4  | 2,027,969.8  | 2,092,928.4  |
| Німеччина | 2,428,500.0  | 2,473,800.0  | 2,374,500.0  | 2,476,800.0  | 2,570,000.0  | 2,626,427.9  | 2,705,181.1  |
| Греція | 222,771.1    | 232,920.3    | 231,642.0    | 227,317.9    | 217,828.8    | 212,139.9    | 214,309.2    |
| Угорщина | 99,430.5     | 105,545.1    | 91,402.5     | 97,094.8     | 99,285.5     | 95,398.7     | 100,059.5    |
| Ірландія | 189,932.9    | 179,989.8    | 160,595.9    | 155,992.3    | 156,109.2    | 158,864.9    | 164,621.6    |
| Італія | 1,554,198.9  | 1,575,143.9  | 1,526,790.4  | 1,556,028.6  | 1,586,209.0  | 1,617,154.7  | 1,660,133.6  |
| Латвія | 21,026.5     | 22,889.8     | 18,521.3     | 17,974.8     | 19,605.9     | 20,701.6     | 21,888.0     |
| Литва | 28,738.8     | 32,461.7     | 26,654.4     | 27,607.5     | 30,806.9     | 32,781.8     | 34,545.2     |
| Люксембург | 37,490.5     | 39,436.5     | 37,392.6     | 40,266.9     | 41,778.3     | 42,893.0     | 45,035.9     |
| Мальта | 5,434.3      | 5,814.6      | 5,812.7      | 6,154.2      | 6,440.0      | 6,690.0      | 7,008.3      |
| Нідерланди | 571,773.0    | 594,481.0    | 571,145.0    | 588,414.0    | 607,435.2    | 622,714.     | 639,563.6    |
| Польща | 311,001.7    | 363,153.7    | 310,418.2    | 354,310.0    | 369,318.3    | 355,346.3    | 372,417.2    |
| Португалія | 169,319.2    | 171,983.1    | 168,503.6    | 172,571.2    | 171,632.4    | 168,286.4    | 172,647.7    |
| Румунія | 124,728.5    | 139,765.4    | 118,196.0    | 124,058.9    | 131,527.8    | 136,278.1    | 147,800.8    |
| Словаччина | 54,810.8     | 64,500.1     | 62,895.5     | 65,887.4     | 69,944.5     | 71,614.0     | 75,123.1     |
| Словенія | 34,562.3     | 37,279.5     | 35,310.6     | 35,415.8     | 36,446.      | 38,018.4     |              |
| Іспанія | 1,053,161.0  | 1,087,749.0  | 1,047,831.0  | 1,051,342.0  | 1,074,940.5  | 1,094,290.   | 1,123,495.9  |
| Швеція | 337,944.2    | 333,255.7    | 291,347.0    | 346,536.4    | 386,201.6    | 396,188.4    | 409,582.5    |
| Велика Британія | 2,054,237.7  | 1,800,710.8  | 1,564,467.9  | 1,706,301.9  | 1,747,315.6  | 1,862,190.7  | 1,931,407.6  |
| Країн-кандидати |              |              |              |              |              |              |              |
| Північна Македонія | 5,966.5      | 6,692.6      | 6,702.4      | 6,948.1      | 7,275.8      | 7,743.6      | 8,386.1      |
| Туреччина | 479,209.1    | 506,431.9    | 440,367.3    | 552,842.4    | 546,713.3    | 566,640.2    | 620,400.7    |
| ЄАВТ |              |              |              |              |              |              |              |
| Ісландія | 14,932.4     | 10,303.7     | 8,673.7      | 9,494.8      | 10,080.4     | 10,713.4     | 11,346.1     |
| Норвегія | 287,712.2    | 311,284.9    | 270,010.7    | 315,233.8    | 343,998.3    | 364,416.8    | 383,818.3    |
| Швейцарія | 317,222.0    | 343,346.1    | 354,734.9    | 398,877.5    | 477,197.4    | 502,272.1    | 521,523.8    |
| Основні економічні партнери |              |              |              |              |              |              |              |
| США | 10,236,191.2 | 9,716,820.8  | 9,993,547.5  | 10,957,607.3 | 10,831,809.8 | 11,822,419.8 | 12,148,404.6 |
| Японія | 3,197,025.7  | 3,308,478.8  | 3,613,140.2  | 4,122,481.1  | 4,285,853.3  | 4,735,371.4  | 4,785,085.4  |

## Сектори економіки

### Послуги
Сфера послуг — один з найважливіших секторів Європейського Союзу. Складає він 74,7 % ВВП, порівняно з промисловим виробництвом — 23,8 % ВВП, та сільським господарством — лише 1,5 % ВВП.
Фінансові послуги добре розвинені у межах Єдиного ринку Союзу. Компанії мають більшу залежність від банківського кредитування, ніж у Сполучених Штатах, хоча в рамках ініціативи Союзу ринків капіталу планується перехід до компаній, які отримують більше фінансування через ринки капіталу. План ЄС, запропонований Комісією у вересні 2015 року для мобілізації вільного руху капіталу в межах ЄС. План мав на меті до 2019 року створити складові частини інтегрованого ринку капіталу в ЄС. Ініціатива включала в себе 33 заходи. Проте, план було оновлено у 2017 та 2019 роках, оскільки жодне законодавство йому не відповідало. Комісар з питань фінансової стабільності, фінансових послуг та ринків капіталу Валдіс Домбровскіс, колишній прем'єр-міністр Латвії, несе відповідальність за виконання ініціативи.
Згідно з Індексом глобальних фінансових центрів, два найбільші фінансові центри Європи — Лондон та Цюрих — перебувають за межами Європейського Союзу. Два найбільші фінансові центри, що розташовані в межах ЄС —Франкфурт-на-Майні та Люксембург.

### Сільське господарство
Сільськогосподарський сектор підтримується субсидіями Європейського Союзу у формі Спільної сільськогосподарської політики. У 2013 році підтримка становила близбко 45 мільярдів євро (менше 33 % від загального бюджету у 148 мільярдів євро) від загальних витрат ЄС. Спочатку вона використовувалася для гарантування мінімальної ціни для фермерів у ЄС. Така політика піддавалася критиці, як одна з форм протекціонізму, яка гальмує торгівлю та завдає шкоди країнам, що розвиваються. Одним з найбільш опонентів була Велика Британія, друга за величиною економіка якої вийшла з блоку у січні 2020 року. Якщо у 1985 році близько 70 % бюджету ЄС витрачалося на сільське господарство, то вже у 2011 — пряма допомога фермерам та пов'язані з ринком витрати становлять лише 30 % бюджету, а витрати на розвиток сільського господарства — 11 %. До 2011 року 90 % прямої підтримки стали непорушними для торгівлі (не пов'язаними з виробництвом), оскільки реформи продовжували проводитись щодо Спільної сільськогосподарської політики, її фінансування та планування.

### Енергоресурси
Європейський союз має суттєві запаси вугілля, нафти та природного газу.
Всі країни ЄС зобов'язалися дотримуватися Кіотського протоколу, й Європейський союз є одним з найактивніших його прихильників. Європейська комісія опублікувала пропозиції щодо першої всеосяжної енергетичної політики ЄС від 10 січня 2007 року.
Вугілля
Німеччина (Рурський вугільний басейн), Польща (Сілезький басейн) та інші.
Нафта
Шість країн Європейського союзу видобувають нафту, головним чином у нафтових родовищах Північного моря. Найбільшими виробниками є Сполучене Королівство, Данія, Німеччина, Італія, Румунія та Нідерланди.
Газ
Обсяг розвіданих запасів газу, дорівнює 2,242 млрд куб. м. (2010). Видобуток — 181,6 млрд куб. м. в рік (2009). Споживання газу дорівнює 489,4 млрд кубометрів (2009), що ставить ЄС на друге місце по використанню природного газу.
До 2022 року планується скоротити видобуток на найбільшому родовище газу в Європі — Гронінгені (Нідерланди; всього країна поставляє до Європи 39,1 млрд кубометрів) — до 12 млрд кубометрів на рік, у 2030 році — повністю припинити (родовище хочуть закрити з огляду на те, що його розробка викликає сильні землетруси).
Третій енергопакет — пакет законів щодо внутрішнього ринку газу та електроенергії у Європейському Союзі. Його мета — більш відкриті газові та енергетичні ринки у Європейському Союзі. Пакет було запропоновано Європейською Комісією у вересні 2007 року та проголосовано у Парламенті Європейського Союзу у липні 2009. Вступив у дію 3 вересня 2009 року.
Атомна енергетика
Триває поступова відмова від атомної енергетики.
Відновлювана енергія
У 2009 році була прийнята Директива ЄС про відновлюваної енергетики, яка включала досягнення частки в 20 % до 2020 року в Євросоюзі. До 2030 року вітряні електростанції повинні виробляти від 26 до 35 % всієї електроенергії в ЄС та заощадити 56 млрд євро.
З 2011 року — зростання введення нових потужностей на базі вітроенергетики (галузева асоціація — WindEurope); у 2018 — темпи знизилися (такого роду уповільнення розвитку галузі може бути пов'язано також із загальним уповільненням економіки Єврозони та її держав-локомотивів). Частка вітроенергетики в загальному енергобалансі Європи у 2018 році зросла з 12 до 14 %; загальна встановлена потужність вітроустановок досягла 189 ГВт.
Метою Євросоюзу є доведення частки відновлюваної енергетики у кінцевому енергоспоживанні до 20 % до 2020 року та 32 % до 2030 року.

## Компанії
В країнах Європейського союзу започатковано багато найбільших у світі транснаціональних компаній. Серед них — компанії — лідери галузей, такі як Allianz — найбільший у світі постачальник фінансових послуг; Airbus — виробник близько половини світових реактивних авіалайнерів; Air France-KLM — найбільша у світі авіакомпанія за загальним обсягом операційних прибутків; Amorim — лідер з обробки корок; ArcelorMittal — найбільша у світі сталева компанія, група Danone — лідер ринку молочних продуктів; Anheuser-Busch InBev — найбільший виробник пива; група L'Oréal — провідний виробник косметики; LVMH — найбільший конгломерат з виробництва товарів розкоші; корпорація Nokia — найбільший у світі виробник мобільних телефонів; Royal Dutch Shell — одна з найбільших у світі енергетичних корпорацій, та Stora Enso — найбільший у світі целюлозно-паперовий завод у плані виробничого потенціалу. В ЄС також функціонує ряд найбільших компаній фінансового сектора, зокрема HSBC та Grupo Santander — найбільші компанії з точки зору ринкової капіталізації.

### Об'єднання підприємств
BUSINESSEUROPE — найбільша організація, що лобіює інтереси бізнесу в Європі..

## Коефіцієнт Джині
Одним з найбільш використовуємих методів вимірювання нерівності доходів є Коефіцієнт Джині — показник, що приймає значення між 0 і 1, де 0 означає абсолютну рівність (величина приймає лише одне значення), а 1 позначає повну нерівність. Найбільш відомим коефіцієнт є як міра нерівності доходів домогосподарств деякої країни чи регіону. За даними ООН, коефіцієнт Джині варіюється по країнах від 0.247 у Данії до 0,743 в Намібії. Більшість пост-індустріальних країн мають коефіцієнт Джині у діапазоні від 0,25 до 0,40. Станом на 2005 рік коефіцієнт Джині в ЄС становив 0.31, у порівнянні з США, 0,463, що є вельми дивним результатом, оскільки в ЄС практично немає міждержавних доходів влади та нові бідні держави-члени приєдналися у 2004 році.

## Регіональні відмінності
Порівняння найбагатших регіонів ЄС може виявитися важким завданням. Це пояснюється тим, що NUTS-1 та NUTS-2 регіони є неоднорідними, деякі з них дуже великі, такі, як NUTS-1 Гессен (21100 км), або NUTS-1 Іль-де-Франс (12011 км), в той час як інші регіони NUTS набагато менше, наприклад NUTS-1 Гамбург (755 км²), або NUTS-1 Великий Лондон (1580 км²). Екстремальний приклад — Фінляндія, яка розділена з історичних причин, на материкову частину з 5,3 млн жителів та Аландські острови, з населенням 26700, що приблизно дорівнює населенню невеликого фінського міста.
Одна з проблем з цими даними полягає в тому, що у деяких областях, в тому числі у Великому Лондоні, у великій кількості присутня Маятникова міграція, яка надходить до регіону, тим самим штучно збільшуючи цифри. Це тягне за собою підвищення ВВП, не змінюючи кількість людей, які живуть у цьому районі, збільшуючи ВВП на душу населення. Аналогічні проблеми можуть викликати велике число туристів, які відвідують цей район.
Ці дані використовуються для визначення регіонів, які підтримуються такими організаціями, як Європейський фонд регіонального розвитку.
Було прийнято рішення розмежувати номенклатуру територіальних одиниць для цілей статистики (NUTS) регіонів, довільним чином (тобто не ґрунтуючись на об'єктивних критеріях та не однакових для всієї Європи), що було прийнято на загальноєвропейському рівні.

### Топ 10 економічно найсильніших NUTS-1 та NUTS-2
Топ 10 NUTS-1 та NUTS-2 регіонів із найвищим ВВП на душу населення входять в число перших п'ятнадцяти країн блоку: та жоден регіон із 12 нових країнах-членів, які вступили у травні 2004 року та січні 2007. NUTS положення встановлюють мінімальну чисельність населення в розмірі 3 млн, а максимальний розмір 7 млн для середнього NUTS-1 регіону, й мінімум 800 тис. та максимум 3 млн для NUTS-2 регіону. Проте це визначення не визнається Євростатом. Наприклад регіон Іль-де-Франс, із населенням у 11,6 млн чоловік розглядається як NUTS-2 регіон, тоді як Аландські острови із населенням всього 26 тис. чоловік розглядаються як NUTS-1 регіон.
| Ранг | NUTS-2 Регіон                  | Країна     | ВВП на душу населення (2018) | ВВП на душу населення (2018) |
| Ранг | NUTS-2 Регіон                  | Країна     | у євро                       | у % від середнього EU-28     |
| ---- | ------------------------------ | ---------- | ---------------------------- | ---------------------------- |
| 1.   | Люксембург                     | Люксембург | 79,300                       | 263 %                        |
| 2.   | Southern                       | Ірландія   | 67,900                       | 225 %                        |
| 3.   | Eastern and Midland            | Ірландія   | 63,400                       | 210 %                        |
| 4.   | Брюссельський столичний регіон | Бельгія    | 61,300                       | 203 %                        |
| 5.   | Гамбург                        | Німеччина  | 59,600                       | 197 %                        |
| 6.   | Північна Голландія             | Нідерланди | 50,300                       | 195 %                        |
| 7.   | Прага                          | Чехія      | 58,000                       | 192 %                        |
| 8.   | Верхня Баварія                 | Німеччина  | 53,900                       | 179 %                        |
| 9.   | Іль-де-Франс                   | Франція    | 53,700                       | 178 %                        |
| 10.  | Братиславський край            | Словаччина | 52,300                       | 173 %                        |

| Rank | NUTS-1 Регіон                  | Країна     | ВВП на душу населення (2018) | ВВП на душу населення (2018) |
| Rank | NUTS-1 Регіон                  | Країна     | у євро                       | у % від середнього EU-28     |
| ---- | ------------------------------ | ---------- | ---------------------------- | ---------------------------- |
| 1.   | Люксембург                     | Люксембург | 79,300                       | 263 %                        |
| 2.   | Брюссельський столичний регіон | Бельгія    | 61,300                       | 203 %                        |
| 3.   | Гамбург                        | Німеччина  | 59,600                       | 197 %                        |
| 4.   | Ірландія                       | Ірландія   | 57,500                       | 191 %                        |
| 5.   | Іль-де-Франс                   | Франція    | 53,700                       | 178 %                        |
| 6.   | Бремен                         | Німеччина  | 45,400                       | 151 %                        |
| 7.   | Західна Голландія              | Нідерланди | 44,100                       | 146 %                        |
| 8.   | Баварія                        | Німеччина  | 43,500                       | 144 %                        |
| 9.   | Гессен                         | Німеччина  | 42,400                       | 141 %                        |
| 10.  | Баден-Вюртемберг               | Німеччина  | 41,900                       | 139 %                        |

За данними Євростату.
Серед десяти найнижчих регіонів у рейтингу 2017 року найбільше було Болгарії, а найнижчий показник зафіксований у Північно-західному її регіоні. Серед 20 регіонів нижче рівня 50 % п'ять — у Болгарії, по чотири — у Греції та Угорщині, по три у Польщі та по два у Франції та Румунії.
| Ранг | NUTS-2 Регіон                        | Держава  | ВВП на душу населення (2018) | ВВП на душу населення (2018) |
| Ранг | NUTS-2 Регіон                        | Держава  | у євро                       | у % від середнього EU-28     |
| ---- | ------------------------------------ | -------- | ---------------------------- | ---------------------------- |
| 1.   | Майотта                              | Франція  | 9,000                        | 30 %                         |
| 2.   | Північно-західний регіон Болгарії    | Болгарія | 10,100                       | 34 %                         |
| 3.   | Північно-центральний регіон Болгарії | Болгарія | 10,500                       | 35 %                         |
| 4.   | Південно-центральний регіон Болгарії | Болгарія | 10,900                       | 36 %                         |
| 5.   | Північно-Східний регіон (Болгарія)   | Болгарія | 12,400                       | 41 %                         |
| 7.   | Північний Схід                       | Румунія  | 12,600                       | 42 %                         |
| 7.   | Південно-східний регіон Болгарії     | Болгарія | 12,600                       | 42 %                         |
| 8.   | Північні Егейські острови            | Греція   | 14,200                       | 47 %                         |
| 11.  | Східна Македонія та Фракія           | Греція   | 14,300                       | 48 %                         |
| 11.  | Французька Гвіана                    | Франція  | 14,400                       | 48 %                         |
| 11.  | Люблінське воєводство                | Польща   | 14,400                       | 48 %                         |

| Ранг | NUTS-1 Регіон               | Країна   | ВВП на душу населення (2018) | ВВП на душу населення (2018) |
| Ранг | NUTS-1 Регіон               | Країна   | у євро                       | у % від середнього EU-28     |
| ---- | --------------------------- | -------- | ---------------------------- | ---------------------------- |
| 1.   | Північна та Східна Болгарія | Болгарія | 11,500                       | 38 %                         |
| 2.   | Macroregiunea Doi           | Румунія  | 14,300                       | 47 %                         |
| 3.   | Велика рівнина та Північ    | Угорщина | 14,700                       | 49 %                         |
| 4.   | Східний регіон              | Польща   | 14,800                       | 49 %                         |
| 5.   | Північна Греція             | Греція   | 15,900                       | 53 %                         |
| 6.   | Центральна Греція           | Греція   | 16,900                       | 56 %                         |
| 7.   | Macroregiunea Patru         | Румунія  | 17,600                       | 58 %                         |
| 8.   | Північний регіон            | Польща   | 18,000                       | 60 %                         |
| 10.  | Центральний макрорегіон     | Польща   | 18,400                       | 61 %                         |
| 10.  | Егейські острови, Крит      | Греція   | 18,400                       | 61 %                         |

За данними Євростату